# Desmapsamma vervoorti
Desmapsamma vervoorti är en svampdjursart som beskrevs av van Soest 1998. Desmapsamma vervoorti ingår i släktet Desmapsamma och familjen Desmacididae.
Artens utbredningsområde är havet kring Indonesien. Inga underarter finns listade i Catalogue of Life.